# Lam Thap
Lam Thap (em tailandês: อำเภอลำทับ) é um distrito da província de Krabi, no sul da Tailândia. É um dos 8 distritos que compõem a província. Sua população, de acordo com dados de 2012, era de 23 232 habitantes, e sua área territorial é de 320,708 km².
O distrito foi criado em 4 de novembro de 1993.